# 남원하늘중학교
남원하늘중학교(南原하늘中學校)는 대한민국 전북특별자치도 남원시 하정동에 있는 공립 중학교이다.

## 학교 연혁
- 1955년 5월 17일 : 남원여자중학교 설립 인가(6학급)
- 1971년 9월 1일 : 남원여자 중·고등학교 분리 이전
- 1974년 11월 3일 : 본관 준공
- 1985년 3월 2일 : 30학급 편성 인가
- 2001년 3월 1일 : 남·여 공학실시로 남원하늘중학교로 교명 변경
- 2024년 2월 7일 : 제69회 졸업식(졸업생 137명, 누계 20,738명)
- 2024년 9월 1일 : 제28대 박수원 교장 부임

## 참고 자료
- 남원하늘중학교 - 한국교육학술정보원 학교알리미